# Espada tai chi

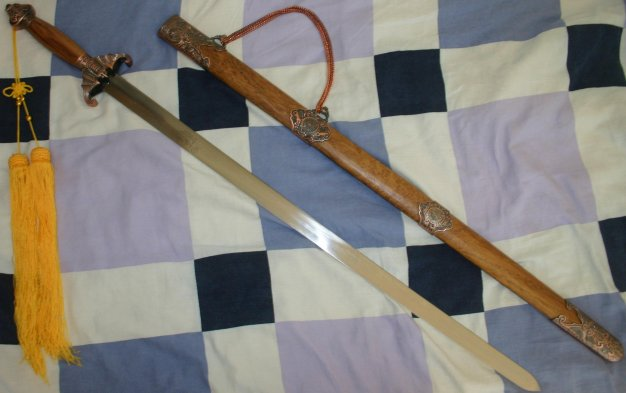
Espada utilizada atualmente para o treinamento de tai chi espada.

Espada tai chi é a tradução literal do têrmo chinês taijijian (chinês tradicional: 太極劍; chinês simplificado: 太极剑; pinyin: tàijíjiàn).
O termo se refere tanto à um tipo de espada chinesa quanto à pratica de diversas sequências de treinamento com esta espada segundo os princípios do tai chi chuan. Em wushu e escolas tradicionais de artes marciais chinesas externas, o "método" ou "arte" da espada é também denominado jianfa (劍法, pinyin: jiàn fǎ).
A "jian" tem lâmina afiada em formato de diamante, mais espessa no centro, afinando até os gumes da espada. Enquanto o sabre chinês (刀, pinyin: dāo) tem corte apenas em um lado, esta espada tem corte nos dois lados da lâmina. Apesar disto, normalmente é usada em golpes de perfuração, aproveitando sua afiada ponta. Os golpes de corte são uma função secundária.
Pendurado no ponto extremo da empunhadura da espada, normalmente são colocados pingentes de crina de cavalo ou fios vermelhos ou amarelos. O vermelho é associado ao treino marcial e o amarelo à prática como um treino do espiritual. Em combate, o pingente pode ser utilizado para distrair ou mesmo chicotear o adversário.

## A espada "jian" e a prática de espada tai chi
A espada "jian" é estreita, apresenta corte dos dois lados de sua lâmina fina, desenhada de modo a emitir sons quando vibrada pelo praticante durante uma competição de wushu. Um pingente atado a seu cabo adiciona seu apêlo visual aos movimentos. As formas tradicionais dos movimentos de tai chi espada estão historicamente enraizadas em sua aplicações marciais, e assim foram originalmente desenvolvidas considerando o emprego das armas disponíveis na época em que foram criadas. As formas de "taijijian" foram desenvolvidas pensando no uso de uma espada "jian" comum na época, com seu peso, equilíbrio e resistência apropriados para o uso efetivo no combate armado.
No filme O Tigre e o Dragão, a espada "Destino verde", manuseada pelo protagonista Li Mu Bai, é diferente das que conhecemos em apresentações de Wu Shu. Ela é semelhante às utilizadas ao longo da história da China em batalhas, como aquelas do Período dos Reinos Combatentes.

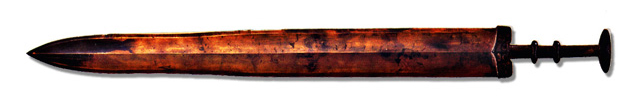
Espada "jian" do Período dos Reinos Combatentes.

Conforme a avaliação do especialista Scott Rodell, os diversos tipos de espadas "jian" utilizadas atualmente como instrumento de treinamento em escolas de artes marciais ou para apresentações de "taijijian" em competições de wushu geralmente apresentam qualidades que as tornariam inadequadas para as batalha reais travadas com este tipo de arma: lâminas extremamente finas e com um alto grau de fexibilidade, se comparadas às espadas realmente utilizadas nos campos de batalha ao longo da história da China, foram criadas para conquistar o público durante as performances de "wushu".
Os diferentes estilos familiares tradicionais de tai chi chuan têm formas diversas de aquecimento, sequências de treinamento, e exercícios a dois praticados com a espada ("jian").

### A Espada no Taijiquan da Família Yang
A International Yang Family Tai Chi Association, que representa mundialmente a linhagem direta do Mestre Yang Chengfu e tem hoje, como detentor, o Mestre Yang Jun, possui uma rotina (taolu) de espada: "Forma de 67 Movimentos de Espada do Estilo Yang Tradicional de Tai Chi". A Internactional Yang Family Tai Chi Association é representada pela Sociedade Brasileira de Tai Chi Chuan e Cultura Oriental (SBTCC), com sede em São Paulo. A SBTCC oferece cursos da forma 67 para espada e habilita instrutores para a sua difusão no Brasil e na América Latina. A forma 67 de Tai Chi da Família Yang, normalmente é ensinada para alunos que já foram iniciados nas formas de punhos do Estilo, especialmente, a Forma longa 103.